# Ludovic Slimak
Ludovic Slimak (11 januari 1973) is een Frans archeoloog en paleoantropoloog, gespecialiseerd in de neanderthaler en de eerste op het Europese continent levende homo sapiens. Hij werkt voor de Universiteit van Toulouse en het CNRS. 

## Studies
Slimak doctoreerde in 2004 aan de 'université de Provence Aix-Marseille I', onder Robert Chenorkian, met een proefschrift getiteld Les dernières expressions du moustérien entre Loire et Rhône.

## Werk
Slimak werkt reeds dertig jaar als archeoloog en leidde meer dan 50 archeologische missies op drie continenten. Hij trok naar de Hoorn van Afrika, het Middellandse Zeegebied en het Noordpoolgebied. Slimak is gespecialiseerd in de neanderthaler en de eerste het Europese continent koloniserende homo sapiens. Hij heeft meer dan 230 wetenschappelijke studies op zijn naam staan en schreef enkele boeken.

### Controversiële hypothesen
Volgens Slimak verscheen homo sapiens tienduizend jaar eerder op het Europese continent dan voorheen gedacht, meer dan 50.000 jaar geleden. Hij beweert dit aan de hand van roetanalyses op de wanden de Mandringrot waar hij reeds meer dan 25 jaar het archeologisch onderzoek leidt. Zijn team vond er 60.000 stenen gereedschappen, 70.000 dierenbeenderen en 9 tanden van hominini waaronder 1 tand van een homo sapiens.
Ook beweert Slimak niet-DNA-gerelateerd bewijs te hebben gevonden van contacten tussen neanderthalers en homo sapiens. Volgens de roetanalyses uit de Mandringrot zit er maar een jaar tussen het verblijf van beide groepen in de schuilplaats.
Nog volgens Slimak verdween de neanderthaler mogelijk niet zo'n 40.000 jaar geleden van de aardbol maar leefde nog tot zo'n 28.500 jaar geleden in het Noordpoolgebied. De vondst van Moustérienwerktuigen in de archeologische vindplaats Byzovaja zou daar het bewijs van kunnen zijn.

## Privé
Slimak is gehuwd met collega archeoloog Laure Metz. Ze hebben twee zonen.